# Bean (película)
Bean (también conocida como Bean: The Ultimate Disaster Movie y Bean: The Movie), titulada Bean, lo último en cine catastrófico en España y Bean, el nombre del desastre en Hispanoamérica, es una película cómica basada en la popular serie de televisión Mr. Bean, estrenada en 1997 y protagonizada por Rowan Atkinson en el papel de Mr. Bean. Su secuela, titulada Las vacaciones de Mr. Bean, se estrenó en 2007.
La película fue escrita por Richard Curtis y dirigida por Mel Smith. Los dos trabajaron juntos anteriormente en la serie de televisión de la BBC Not the Nine O'Clock News (1979-1982).

## Argumento
Mr. Bean (Rowan Atkinson) es un inepto y desastroso empleado de la National Gallery de Londres. La junta directiva está deseando despedirlo, pero no puede hacerlo porque el presidente (John Mills) le tiene afecto y lo impide. Para poder librarse de Bean, deciden enviarlo a Los Ángeles como experto en arte a la presentación del cuadro La madre de Whistler para que pronuncie un discurso en la ceremonia de inauguración. El cuadro ha sido recientemente adquirido por la Galería Gierson por 50 millones de dólares gracias a una donación del general Newton (Burt Reynolds).
La visita de Bean es organizada por el curador de la galería, David Langley (Peter MacNicol), que impresionado por el falso informe de la National Gallery sobre el "Dr. Bean", decide alojarlo en su casa durante dos meses, algo con lo que su esposa Alison (Pamela Reed), su hijo Kevin (Andrew Lawrence) y su hija Jennifer (Tricia Vessey) no están de acuerdo, por lo que se van a casa de la madre de Alison.
Nada más llegar a Estados Unidos, Bean empieza a provocar incidentes. Es detenido en el aeropuerto tras despertar las sospechas de la policía al hacer creer que lleva un arma, y el propietario de la galería y jefe de David, George Gierson (Harris Yulin) tiene dudas sobre la inteligencia de Bean tras conocerle en persona. Al ir conociendo más a Bean, David también empieza a cuestionar su decisión. Cuando él y Bean visitan un parque de atracciones, Bean vuelve a provocar un desastre y es enviado de nuevo a comisaría. Por la noche, David es visitado por George y su esposa para una cena que a David se le había olvidado. Siguiendo una idea de Bean, intentan resolver el problema cocinando un pavo que Alison había guardado para el Día de Acción de Gracias en el microondas, provocando que el pavo estalle en mil pedazos y dejando un enorme desastre en la casa. Más tarde, David interroga personalmente a Bean y confirma que efectivamente Bean no solamente no es un doctor, sino que tampoco sabe absolutamente nada sobre arte. Finalmente llega el día en que llega el cuadro a la galería, y los peores temores de David se confirman cuando Bean destroza el cuadro por accidente al estornudar encima y tratar de limpiarlo con un producto que no solo limpia la mancha sino que también borra la cara del retrato, dejando un espacio en blanco en medio del cuadro. 
Temiendo perder su trabajo e incluso tener que enfrentarse a cargos criminales, David invita a Bean a tomar unas copas en un bar, y cuando llegan borrachos a casa se encuentran a la familia de David, que ha regresado. Alison le plantea que tal vez tenga que separarse de él. A Bean se le ocurre un plan para solucionar la situación. Toma varias cosas de la casa y se dirige al museo, donde sustituye la pintura dañada por un póster cubierto con una mezcla de clara de huevo y esmalte de uñas para que parezca una pintura auténtica. El día de la presentación, David espera a que se revele la pintura manipulada, pero se sorprende cuando ve una pintura perfecta, y Bean le comenta que es un póster. El general Newton da un discurso ante la prensa, y después Bean es requerido para dar el suyo, consiguiendo improvisar un profundo y sentimental monólogo que logra la aprobación y el aplauso del público. 
En ese momento llega el teniente Brutus (Richard Gant), con el que Bean ha tenido varios encuentros anteriores, y David cree que viene a detenerle porque ha sido descubierta la manipulación de la pintura. Sin embargo, Brutus viene para informar a David de que su hija Jennifer ha tenido un accidente de motocicleta. 
De camino al hospital, Brutus se detiene para enfrentarse a un atracador y sufre un disparo. En el hospital, David se encuentra con Alison mientras Bean es confundido con un médico e introducido al quirófano donde está Brutus. Bean logra sacar la bala, y todavía vestido de médico, se encuentra con David, que no le reconoce y le pide que examine a Jennifer. Jugando con el desfibrilador, Bean cae encima de la hija de Langley y le hace recobrar el conocimiento. Agradecidos, David y Alison le dicen que les diga que quiere, y él, revelándose ante ellos, pide quedarse una semana más. Bean pasa unos días más con la familia Langley y conociendo la ciudad, hasta el día de su marcha.
Finalmente, David lleva a Bean al aeropuerto, donde se despiden como amigos. Ya en su casa en Londres, Bean contempla su habitación, decorada con fotografías suyas con los Langley y La madre de Whistler original dañada, antes de irse a la cama.

## El reparto:
- Rowan Atkinson como Mr. Bean
- Peter MacNicol como David Langley.
- Pamela Reed como Alison Langley.
- Harris Yulin como George Grierson.
- Burt Reynolds como General Newton.
- Larry Drake como Elmer.
- Chris Ellis como Detective Butler.
- Johnny Galecki como Stingo Wheelie.
- Richard Gant como Teniente Brutus.
- Danny Goldring como Guardia de seguridad.
- Andrew Lawrence como Kevin Langley.
- Tom McGowan como Walter.
- John Mills como Presidente de la Galería Real de Inglaterra.
- Sandra Oh como Bernice Schimmel.
- Tricia Vessey como Jennifer Langley.

## Fechas de estreno
| País                                                                          | Fecha de estreno         |
| ----------------------------------------------------------------------------- | ------------------------ |
| Alemania                                                                      | 28 de agosto de 1997     |
| Argentina                                                                     | 8 de enero de 1998       |
| Australia                                                                     | 3 de julio de 1997       |
| Austria · Finlandia · Islandia · Letonia · Suiza                              | 29 de agosto de 1997     |
| Bélgica                                                                       | 24 de septiembre de 1997 |
| Belice · Costa Rica · El Salvador · Guatemala · Honduras · Nicaragua · Panamá | 19 de junio de 1998      |
| Brasil                                                                        | 22 de agosto de 1997     |
| Bulgaria                                                                      | 10 de abril de 1998      |
| Chile                                                                         | 12 de febrero de 1998    |
| Colombia · Rumania                                                            | 3 de abril de 1998       |
| Corea del Sur                                                                 | 17 de enero de 1998      |
| Croacia                                                                       | 27 de noviembre de 1997  |
| Dinamarca · Noruega · Portugal · Suecia · Tailandia                           | 5 de septiembre de 1997  |
| EAU · Hungría                                                                 | 6 de noviembre de 1997   |
| Eslovenia                                                                     | 16 de octubre de 1997    |
| España                                                                        | 25 de julio de 1997      |
| Canadá · Estados Unidos · Líbano                                              | 7 de noviembre de 1997   |
| Estonia                                                                       | 17 de octubre de 1997    |
| Filipinas                                                                     | 1 de octubre de 1997     |
| Francia                                                                       | 29 de octubre de 1997    |

| País                         | Fecha de estreno        |
| ---------------------------- | ----------------------- |
| Grecia                       | 3 de octubre de 1997    |
| Hong Kong                    | 9 de octubre de 1997    |
| Irlanda Israel Reino Unido   | 8 de agosto de 1997     |
| Italia                       | 21 de noviembre de 1997 |
| Japón                        | 21 de marzo de 1998     |
| Lituania                     | 30 de enero de 1998     |
| Malasia                      | 7 de agosto de 1997     |
| México                       | 16 de octubre de 1998   |
| Nueva Zelanda                | 17 de julio de 1997     |
| Países Bajos                 | 10 de julio de 1997     |
| Perú                         | 6 de febrero de 1998    |
| Polonia                      | 14 de agosto de 1998    |
| República Checa · Eslovaquia | 23 de octubre de 1997   |
| Rusia · Ucrania              | 23 de enero de 1998     |
| Singapur                     | 21 de agosto de 1997    |
| Sudáfrica                    | 12 de diciembre de 1997 |
| Taiwán                       | 3 de enero de 1998      |
| Turquía                      | 31 de octubre de 1997   |
| Uruguay                      | 1 de enero de 1998      |
| Venezuela                    | 8 de abril de 1998      |
| Serbia y Montenegro          | 26 de agosto de 1997    |